# Enerflex Cup
Der Enerflex Cup ist ein Sportpokal im Eishockeysport. Er wird jährlich seit der Saison 1964/65 an den Gewinner der Play-offs der Alberta Junior Hockey League vergeben.
Der Pokal trägt diesen Titel seit der Saison 2007/08 als Nachfolger des Rogers AT&T Wireless Cup, der wiederum seit 1998 direkter Nachfolger der seit 1965 vergebenen Carling O’Keefe Trophy ist. Nachdem sich Liga-Partner AT&T Wireless 2006 zurückgezogen hatte, wurde in der Saison 2006/07 um den AJHL Cup gespielt. Seit der Saison 2007/08 bekommt der Gewinner des Play-off-Finales den Enerflex Cup.
Da der Erstplatzierte der Hauptrunde zudem die Dave Duchak Trophy erhält, kam es häufiger vor, dass eine Mannschaft beide Pokale errang. 
Der Play-off-Sieger vertritt die Liga beim Doyle Cup, bei dem er gegen den Sieger der British Columbia Junior Hockey League spielt.

## Titelträger
| Jahr      | Play-off-Sieger                     | Hauptrundensieger         |
|           | Carling O’Keefe Trophy              | Dave Duchak Trophy        |
| 1964/65   | Calgary Buffaloes                   | Calgary Buffaloes         |
| 1965/66   | Calgary Buffaloes                   | Calgary Buffaloes         |
| 1966/67   | Edmonton Western Movers             | Edmonton Western Movers   |
| 1967/68   | Red Deer Rustlers                   | Edmonton Western Movers   |
| 1968/69   | Lethbridge Sugar Kings              | Lethbridge Sugar Kings    |
| 1969/70   | Ponoka Stampeders                   | Red Deer Rustlers         |
| 1970/71   | Red Deer Rustlers                   | Red Deer Rustlers         |
| 1971/72   | Calgary Mount Royal College Cougars | Red Deer Rustlers         |
| 1972/73   | Calgary Canucks                     | Calgary Canucks           |
| 1973/74   | Red Deer Rustlers                   | Red Deer Rustlers         |
| 1974/75   | Spruce Grove Mets                   | Spruce Grove Mets         |
| 1975/76   | Calgary Canucks                     | Spruce Grove Mets         |
| 1976/77   | Calgary Canucks                     | Calgary Canucks           |
| 1977/78   | Calgary Canucks                     | Calgary Canucks           |
| 1978/79   | Calgary Canucks                     | Fort Saskatchewan Traders |
| 1979/80   | Red Deer Rustlers                   | Red Deer Rustlers         |
| 1980/81   | Calgary Spurs                       | St. Albert Saints         |
| 1981/82   | Calgary Spurs                       | St. Albert Saints         |
| 1982/83   | St. Albert Saints                   | Calgary Canucks           |
| 1983/84   | Fort Saskatchewan Traders           | Fort Saskatchewan Traders |
| 1984/85   | Red Deer Rustlers                   | Red Deer Rustlers         |
| 1985/86   | Calgary Canucks                     | Calgary Canucks           |
| 1986/87   | Sherwood Park Crusaders             | Red Deer Rustlers         |
| 1987/88   | Calgary Canucks                     | Calgary Canucks           |
| 1988/89   | Red Deer Rustlers                   | Red Deer Rustlers         |
| 1989/90   | Calgary Canucks                     | Calgary Canucks           |
| 1990/91   | Fort Saskatchewan Traders           | Calgary Royals            |
| 1991/92   | Olds Grizzlys                       | Olds Grizzlys             |
| 1992/93   | Fort Saskatchewan Traders           | Olds Grizzlys             |
| 1993/94   | Olds Grizzlys                       | Olds Grizzlys             |
| 1994/95   | Olds Grizzlys                       | Calgary Canucks           |
| 1995/96   | Calgary Canucks                     | St. Albert Saints         |
| 1996/97   | Calgary Canucks                     | Fort McMurray Oil Barons  |
| 1997/98   | St. Albert Saints                   | St. Albert Saints         |
|           | Rogers AT&T Wireless Cup            | Dave Duchak Trophy        |
| 1998/99   | Calgary Canucks                     | Calgary Canucks           |
| 1999/2000 | Fort McMurray Oil Barons            | Fort McMurray Oil Barons  |
| 2000/01   | Camrose Kodiaks                     | Camrose Kodiaks           |
| 2001/02   | Canmore Eagles                      | Drayton Valley            |
| 2002/03   | Sherwood Park Crusaders             | Drayton Valley            |
| 2003/04   | Camrose Kodiaks                     | Grande Prairie Storm      |
| 2004/05   | Camrose Kodiaks                     | Camrose Kodiaks           |
| 2005/06   | Fort McMurray Oil Barons            | Fort McMurray Oil Barons  |
|           | AJHL Cup                            | Dave Duchak Trophy        |
| 2006/07   | Fort Saskatchewan Traders           | Camrose Kodiaks           |
|           | Enerflex Cup                        | Dave Duchak Trophy        |
| 2007/08   | Camrose Kodiaks                     | Camrose Kodiaks           |
| 2008/09   | Grande Prairie Storm                |                           |
| 2009/10   | Spruce Grove Saints                 |                           |
| 2010/11   | Spruce Grove Saints                 | Spruce Grove Saints       |
| 2011/12   |                                     |                           |